# ㅖ
ㅖ (reviderad romanisering: ye, hangul: 예) är en av elva diftonger i det koreanska alfabetet. Det är en kombination av ㅕ och ㅣ.